# Балтер, Гита Абрамовна
Гита Абрамовна Ба́лтер (4 марта 1911, Тифлис — 7 апреля 1985, Москва) — советский музыковед и лексикограф, редактор-составитель словарей музыкальной терминологии. 

## Биография
Дочь управляющего грузинским отделением чаеторговой фирмы Высоцкого — тираспольского мещанина Абрама Пейсаховича Балтера (1871—?) и царицынской мещанки Леи Шиевны (Елизаветы Исааевны) Гржебиной (1875—?), заключивших брак в Одессе 24 ноября 1898 года.
В 1921 году вместе с семьёй переехала в Ригу, в 1925—1927 годах училась как пианистка в берлинской Консерватории Штерна у Фрица Масбаха. В конце 1920-х годов самостоятельно вернулась в Советский Союз и при содействии Карла Радека получила советское гражданство. Окончила историко-теоретическое отделение Московской консерватории (1937), ученица Льва Мазеля. В 1938—1941 годах преподавала (там же) музыкально-теоретические предметы. Эвакуировалась в Пензу.
После ареста и последующего расстрела мужа, экономиста Залмана Эммануиловича Красинского (1900—1941), была в 1942 году арестована и по приговору особого совещания при УНКВД СССР от 30 января 1943 года как член семьи изменника Родины выслана вместе с девятилетним сыном Александром в Павлодарскую область Казахстана. Работала в совхозе на резке кизяка, затем музыкальным работником в детском саду, затем в областной филармонии, затем была назначена первым директором созданной в Павлодаре музыкальной школы, которую и возглавляла до 1955 года.
В 1956 году была реабилитирована, некоторое время преподавала в Ташкентской консерватории, затем вернулась в Москву, до конца жизни преподавала теоретические дисциплины в Музыкальном училище имени Гнесиных. 
В 1976 году Балтер составила и опубликовала «Музыкальный словарь специальных терминов и выражений немецко-русский и русско-немецкий» — первый в России (самостоятельный) словарь немецкой музыкальной терминологии. Наиболее значительный вклад Балтер в лексикографию — в фундаментальном «Семиязычном словаре музыкальных терминолов» (1978), где она выступила (совместно с Н. В. Малиной) редактором-составителем русского раздела. Перевела с немецкого языка книгу Э. Курта «Романтическая гармония и её кризис в „Тристане“ Вагнера» (1975).
Похоронена на Рогожском кладбище.

## Семья
Брат — Павел Абрамович Балтер (1908—1941), архитектор, расстрелян 27 июля 1941 года по обвинению в шпионаже. 